# District de Trebišov
Le district de Trebišov est l'un des 79 districts de Slovaquie dans la région de Košice.

## Démographie

### Évolution de la population
| Année:               | 1994.   | 2004.   | 2014.   | 2024.   |
| -------------------- | ------- | ------- | ------- | ------- |
| Nombre de personnes: | 101 369 | 104 460 | 105 995 | 102 907 |
| Différence:          |         | +3,04 % | +1,46 % | -2,91 % |

| Année:               | 2023.   | 2024.   |
| -------------------- | ------- | ------- |
| Nombre de personnes: | 103 002 | 102 907 |
| Différence:          |         | -0,09 % |

## Liste des communes
Source :

### Villes
- Čierna nad Tisou
- Kráľovský Chlmec
- Sečovce
- Trebišov

### Villages
- Bačka
- Bačkov
- Bara
- Biel
- Boľ
- Borša
- Boťany
- Brehov
- Brezina
- Byšta
- Cejkov
- Čeľovce
- Čerhov
- Černochov
- Čierna
- Dargov
- Dobrá
- Dvorianky
- Egreš
- Hraň
- Hrčeľ
- Hriadky
- Kašov
- Kazimír
- Klin nad Bodrogom
- Kožuchov
- Kravany
- Kuzmice
- Kysta
- Ladmovce
- Lastovce
- Leles
- Luhyňa
- Malá Tŕňa
- Malé Ozorovce
- Malé Trakany
- Malý Horeš
- Malý Kamenec
- Michaľany
- Nižný Žipov
- Novosad
- Nový Ruskov
- Parchovany
- Plechotice
- Poľany
- Pribeník
- Rad
- Sirník
- Slivník
- Slovenské Nové Mesto
- Soľnička
- Somotor
- Stanča
- Stankovce
- Strážne
- Streda nad Bodrogom
- Svätá Mária
- Svätuše
- Svinice
- Trnávka
- Veľaty
- Veľká Tŕňa
- Veľké Ozorovce
- Veľké Trakany
- Veľký Horeš
- Veľký Kamenec
- Viničky
- Višňov
- Vojčice
- Vojka
- Zatín
- Zbehňov
- Zemplín
- Zemplínska Nová Ves
- Zemplínska Teplica
- Zemplínske Hradište
- Zemplínske Jastrabie
- Zemplínsky Branč